# Joseph Oughourlian
Joseph Oughourlian (Párizs, 1972. február 15. –) örmény és libanoni származású francia üzletember és sportmenedzser, aki befektetési területen tevékenykedik. Oughourlian a Lens és a Millonarios futballklubok tulajdonosa, valamint Padova többségi részvényese.
Diplomáját a HEC Paris, a Sciences Po és a Université Panthéon-Sorbonne szerezte.

## Életrajz
Oughourlian 1994-ben kezdte együttműködési pályafutását a Société Générale-nél. 1996-ban New Yorkba költözött, ahol a következő évben közvetlenül a Société Générale számára kezdett alapokat kezelni. Így hozta létre 2001 októberében az első Borostyán alapot, részletekben, a bank induló tőkéjének felhasználásával. Ezután egy több mint hatmilliárdos vagyonnal rendelkező alapot kezelt.
2005-ben megalapította az Amber Capital aktivista befektetési alapot New Yorkban, de három évvel később a 2007-es pénzügyi válság aláásta ügyfélkörét és az általa kezelt vagyont. 2012-ben számos európai befektetés miatt Londonba költöztette az alapkezelő társaságot, de milánói irodákkal is rendelkezik; Az Oughourlian körülbelül húsz különböző olaszországi vállalatba fektetett be.
2015 decemberében Oughourliant a PRISA spanyol sajtócsoport igazgatóságába nevezték ki. 2019. április 29-én kinevezték elnökhelyettesnek, mint fő részvényes az Amber Capital társaságon keresztül, majd 2021 februárjában elnökké nevezték ki. A franciaországi Lagardère csoportban végzett tevékenysége után konkrétabban fektet be. a madridi ügyeikben; 2021-re a Prisa-csoport közel egyharmadát birtokolta, míg a Lagardère elleni támadás után partnerré vált Vivendi a részvények csaknem tizedét birtokolta.
2020. március 1-jén, azaz a 2020-as tőzsdekrach után az Amber Capital 1,1 milliárd eurós vagyont kezelt.